# Paul Anderson (marin)
Pour les articles homonymes, voir Paul Anderson et Anderson.
Paul Anderson (né le 26 février 1935 et mort le 7 mars 2022) est un marin britannique ayant participé aux Jeux olympiques d'été de 1968. Il concourt dans la catégorie des 5,5 mètres JI et remporte la médaille de bronze avec ses coéquipiers Robin Aisher et Adrian Jardine.

## Palmarès

### Jeux olympiques
- Jeux olympiques de 1968 à Mexico,  Mexique
  -  Médaille de bronze